# مايك فورد (لاعب هوكي الجليد)
مايك فورد هو لاعب هوكي الجليد كندي، ولد في 26 يوليو 1952 في أوتاوا في كندا.

## وصلات خارجية
- مايك فورد على موقع EliteProspects.com (الإنجليزية)
- مايك فورد على موقع HockeyDB.com (الإنجليزية)